# 국제면화자문위원회
국제면화자문위원회(國際棉花諮問委員會)는 1939년 미국 워싱턴 D.C.에서 개최된 국제 목화 회의에서 조직한 국제 기구이다.

## 같이 보기
- 면섬유